# Édouard Couturier
Pour les articles homonymes, voir Couturier.
Édouard Couturier (Vincennes, 22 juillet 1869 – 10e arrondissement de Paris, 28 avril 1903), est un dessinateur et caricaturiste français.

## Biographie

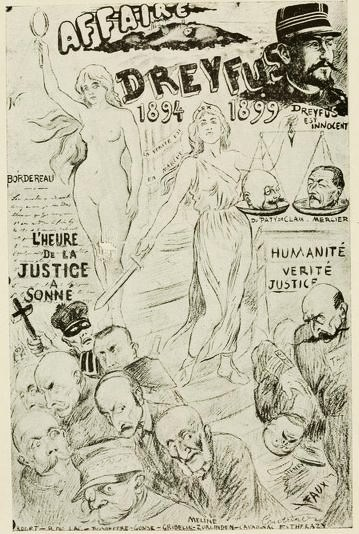
Carte postale dreyfusarde conçue par Couturier (1899).

François Édouard Couturier naît à Vincennes en 1869, fils naturel de François Édouard Couturier, maître d'hôtel, et de Sophie Bohn, cuisinière. Il est reconnu officiellement par sa mère en 1879, puis légitimé par le mariage de ses parents à Colombes quelques jours plus tard.
Élève de Jean-Louis Forain dont il s'éloigne par ses idées, Édouard Couturier commence à se faire connaître du public en publiant des caricatures assez féroces dans Le Sifflet journal dreyfusard fondé par Ibels en mars 1898 au moment où l'affaire Dreyfus prend un nouveau tournant : ses dessins, qu'il signe « Couturier », « E. Couturier » ou plus rarement « Ed. Couturier », mettent en scène les différents rebondissements qui conduisirent à la révision du procès. Depuis son atelier, il fabrique de nombreuses cartes postales illustrées relatives à cette affaire, sans doute en lien avec le critique Émile Straus, dit « Papyrus » qui avait fondé en 1899 La Carte postale illustrée, le bulletin de l'International Poste-Carte Club.
Auparavant, en 1896, il réalise un petit recueil de dessins sur le monde des prostituées, Des Femmes en chemises !.
Par ailleurs, il collabore à d'autres journaux, plutôt de tendance radicale-socialiste, comme Le Chambard socialiste de Gérault-Richard, La Feuille de Zo d'Axa, Le Petit Bleu, Le Fouet, Le Cri de Paris, ou anarchiste, comme Les Temps nouveaux. Il donne aussi quelques dessins à La Critique fondée en 1895 par Georges Bans, L'Assiette au beurre, coordonnant le no 89 du 13 décembre 1902 sur « les filles-mères » ainsi qu'au Rire et à L'Omnibus de Corinthe fondé par Marc Mouclier.
Édouard Couturier meurt prématurément à l'âge de 33 ans en 1903, à l’hôpital Lariboisière,. Il est inhumé trois jours plus tard au cimetière parisien de Pantin.

## Ouvrage
- E. Couturier et René Emery, Des femmes en chemise!, Paris, Edition du Don Juan, 1870 (lire en ligne), (BNF 40337368).